# Parkia ulei
Parkia ulei är en ärtväxtart som först beskrevs av Hermann August Theodor Harms, och fick sitt nu gällande namn av João Geraldo Kuhlmann. Parkia ulei ingår i släktet Parkia och familjen ärtväxter.

## Underarter
Arten delas in i följande underarter:
- P. u. surinamensis
- P. u. ulei